# Ressons-le-Long
 Ressons-le-Long  là một xã ở tỉnh Aisne, vùng Hauts-de-France thuộc miền bắc nước Pháp.